# Iskolat
L'Iskolat (en rus: Исколат) és una abreviatura del Comitè Executiu del Soviet d'obrers, soldats i els camperols sense terra de Letònia-Исполнительный комитет Совета рабочих, солдатских и безземельных депутатов Латвии), va ser establert a Riga el 29/30 de juliol de 1917, calendari julià (agost 11/12 de 1917, calendari gregorià), per iniciativa del Comitè Central del Partit Comunista de Letònia, aleshores controlat pels bolxevics amb el propòsit de portar a terme la Revolució d'Octubre al territori de la Letònia no ocupada per Alemanya. Quan els alemanys van ocupar Riga, l'Iskolat es va traslladar a Cēsis i més tard a Valka, on va prendre el poder sobre el municipi de Valka, amb la dissolució dels òrgans establerts pel Govern Provisional Rus.
El 17 de desembre de 1917, el Congrés dels Soviets de Letònia es va convocar a Valmiera i varen escollir un nou president de l'Iskolat Fricis Roziņš. Després que les tropes alemanyes ocupin Letònia al febrer de 1918 l'Iskolat es va traslladar a Moscou i es va dissoldre al març 1918.